# Ramba
Ramba  est une localité située dans le département de Gourcy de la province du Zondoma dans la région Nord au Burkina Faso.

## Géographie
Très isolée au nord-ouest du département, Ramba se trouve à environ 30 km au nord-ouest de Gourcy, le chef-lieu, et à 2 km de Dio et de la route nationale 10.

## Santé et éducation
Le centre de soins le plus proche de Ramba est le centre de santé et de promotion sociale (CSPS) de Dio (dans le département voisin de Kiembara) tandis que le centre médical (CM) de la province se trouve à Gourcy.